# Hampus Wanne
Hampus Wanne (Göteborg, 1993. december 10. –) Európa-bajnok svéd válogatott kézilabdázó, az FC Barcelona balszélsője.

## Pályafutása

### Klubcsapatokban
Utánpótláskorú játékosként az Önnereds és a Redbergslids játékosa volt. 2011 nyarán igazolt a HK Aranäs csapatához, ahol bemutatkozhatott a svéd élvonalban. 2013 januárjában rövid időre visszatért az akkor másodosztályú Önneredshez.
A 2013-2014-es szezont megelőzően a német Bundesligában szereplő Flensburg-Handewitt igazolta le. Egy évre szóló szerződést kötött a klubbal, amelyet később két évvel meghosszabbított. A 2013-2014-es szezonban csapatával bejutott a Német Kupa döntőjébe, de ott alulmaradtak a Füchse Berlinnel szemben. Ugyanebben az idényben a Bajnokok Ligája kölni négyes düöntőjébe is bejutott a Flensburg. A Barcelona elleni elődöntőben Wanne Anders Eggert helyére állt be az utolsó negyed órára, és három góljával nagy szerepet vállalt abban, hogy csapata végül fordított és bejutott a sorozat döntőjébe, a győzelmet eldöntő gólt is ő szerezte, hétméteresből. Ugyan a THW Kiel ellen nem lépett pályára a döntőben, de így is Bajnokok Ligája-győzelmet ünnepelhetett első németországi szezonja végén. 2018-ban és 2019-ben német bajnok, 2015-ben pedig kupagyőztes volt a Flensburggal.
2022-ben a Bajnokok Ligája címvédőjéhez, az FC Barcelonához igazolt. 2024-ben ezzel a csapattal is megnyerte a legrangosabb európai kupát.

### A válogatottban
A svéd ifjúsági és junior válogatottban 19, illetve 23 alkalommal lépett pályára, valamint 66 és 46 gólt szerzett. 2011-ben U19-es Európa-bajnok volt. A svéd felnőtt válogatottban 2017. március 18-án, egy Németország elleni mérkőzésen mutatkozott be.
Tagja volt a 2018-as Európa-bajnokságon és a 2021-es világbajnokságon ezüstérmes svéd csapatnak. A 2022-es Európa-bajnokságon aranyérmes lett, ahol 45 góljával ő volt csapata legeredményesebb játékosa. A 2024-es Európa-bajnokságon bronzérmes lett és bekerült a torna All-Star csapatába.

## Magánélete
Barátnője, Daniela Gustin szintén válogatott kézilabdázó.

## Sikerei
- Bajnokok Ligája-győztes: 2014, 2024
- Német bajnokság győztese: 2018, 2019
- Spanyol bajnokság győztese: 2023
- Világbajnokságon ezüstérmes: 2021
- Európa-bajnokságon győztes: 2022
  - ezüstérmes: 2018
  - bronzérmes: 2024

- All-Star csapat tagja világbajnokságon: 2021
- All-Star csapat tagja Európa-bajnokságon: 2024
- All-Star csapat tagja a Bajnokok Ligájában: 2022